# Йоганн Август Саксен-Гота-Альтенбурзький
Йоганн Август Саксен-Гота-Альтенбурзький (нім. Johann August von Sachsen-Gotha-Altenburg, 17 лютого 1704 — 8 травня 1767) — принц Саксен-Гота-Альтенбургу з ернестинської гілки династії Веттінів, рейхсгенерал-фельдмаршал Священної Римської імперії.

## Біографія
Йоганн Август народився 17 лютого 1704 року у Готі. Він був п'ятою дитиною і четвертим сином в родині герцога Саксен-Гота-Альтенбурзького Фрідріха II та його дружини Магдалени Августи Ангальт-Цербстської. Із старших дітей живими на той час залишились лише старші брати Фрідріх та Вільгельм. Згодом сім'я поповнилася ще одинадцятьма дітьми, з яких вижили шестеро.
У 21-річному віці Йоганн Август вступив на військову службу до імператора Карла VI Габсбурга. В 1725—1737 роках брав участь у військових діях на території Італії, у 1738 — Угорщини. В ході російсько-турецької війні, у битві при містечку Гроцка, був поранений. Після цього певний період видужував в Альтенбурзі. Повернувшись на службу, взяв участь у війні за австрійську спадщину. Воював у Силезії, Богемії, Баварії та на Рейні. За воєнні успіхи був удостоєний звання рейхсгенерала-фельдмаршала імперії у 1754 році та отримав під своє командування полк драгунів. 

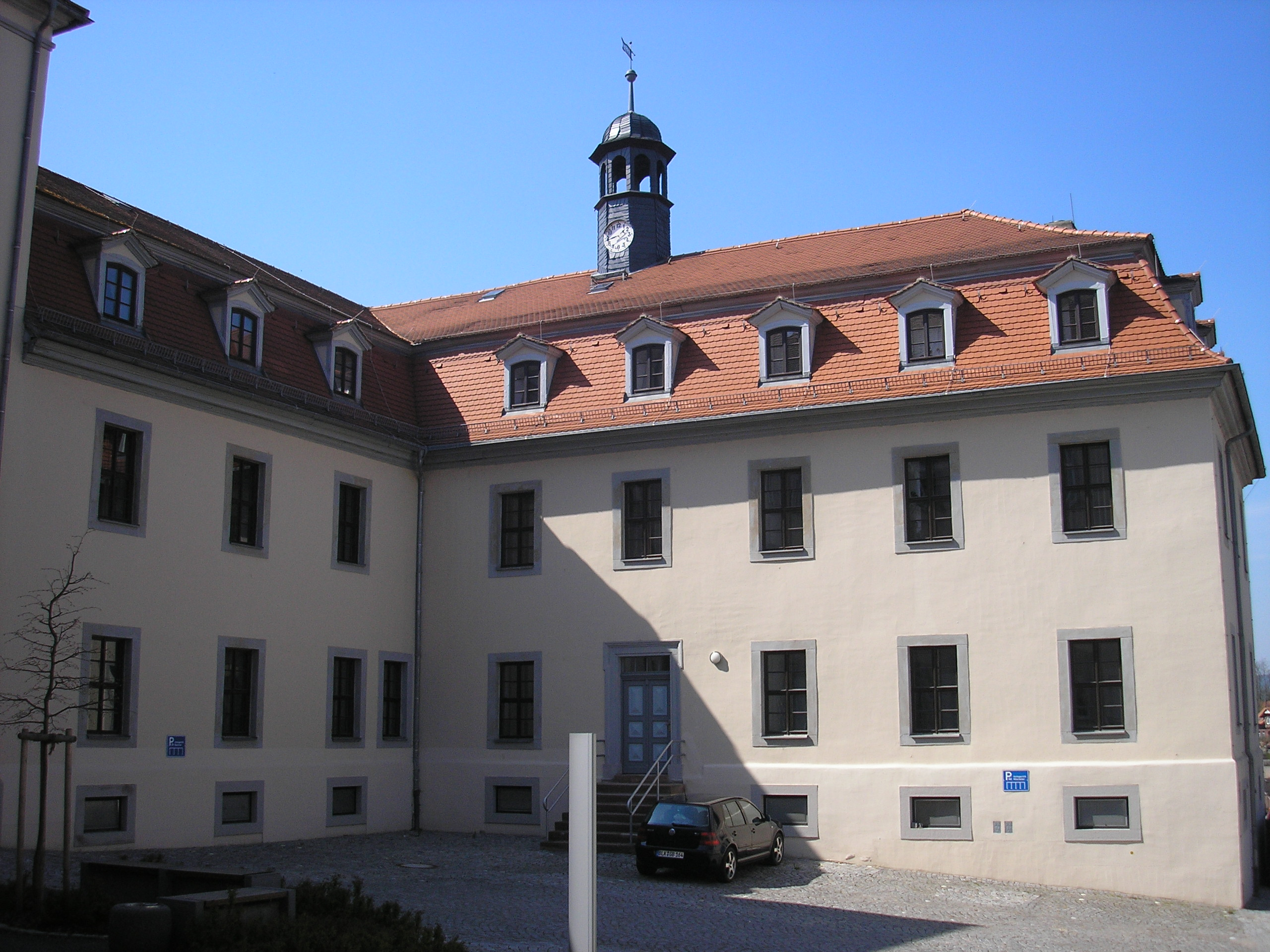
Замок у Роді, де із родиною проживав Йоганн Август

У 47 років одружився із 25-річною бездітною удовою свого молодшого брата Крістіана Вільгельма, Луїзою Ройсс-Шляйцькою. Весілля пройшло 6 січня 1752 року в Роді. Із чотирьох дітей, що народила Луїза, вижило лише дві доньки. Йоганн Август із родиною проживав у місті Рода. В останні роки там його навідав король Пруссії Фрідріх II, із яким вони разом брали участь у війні за австрійську спадщину.
Також був нагороджений польським орденом Білого Орла.
Пішов з життя 8 травня 1767 року в 63-річному віці у Роді. Похований там же.

## Родина
Дружина — Луїза Ройсс-Шляйцька
Діти:
- Августа (1752—1805) — дружина князя Фрідріха Карла Шварцбург-Рудольштадт, дітей не мали;
- Луїза (1756—1808) — дружина герцога Мекленбург-Шверіна Фрідріха Франца I, мала чотирьох синів та двох доньок.